# Rolls Royce-ul galben
Rolls Royce-ul galben (titlul original: în engleză The Yellow Rolls-Royce) este un film episodic dramatic britanic, realizat în 1964 de regizorul Anthony Asquith, protagoniști fiind numeroși actori precum Ingrid Bergman, Rex Harrison, Shirley MacLaine, Omar Sharif, George C. Scott și Alain Delon. Acțiunea filmului se învârte în jurul unui Rolls-Royce și a experiențelor proprietarilor acestuia.

## Rezumat

### Episodul 1
Lordul britanic Charles Frinton, marchizul de Frinton, îi dăruiește soției sale franceze Éloise un Rolls-Royce galben. În timpul cursei regale anuale de la Ascot, unde calul său a ieșit învingător, marchizul a avut surpriza neplăcută de a-și surprinde soția în brațele colaboratorului său John Fane în Rolls-ul său. Pentru a salva aparențe, Lordul Frinton nu divorțează, ci trimite Rolls înapoi producătorului său...

### Episodul 2
Gangsterul american Paolo Maltese a cumpărat apoi Rolls-ul pentru a vizita Italia împreună cu amanta sa Mae Jenkins. Fiind nevoit să plece pentru a-și rezolva o afacere în Statele Unite ale Americii, el îi cere lui Joey, slujitorul său, să o vegheze pe Mae. Joey închide ochii când Mae se îndrăgostește de Stefano, un tânăr fotograf sărac. Când Paolo se întoarce, Mae se teme că soțul ar putea atenta la viața lui Stefano dacă află despre aventura lor. Cu inima grea, îl părăsește pe Stefano, spunându-i că a fost doar o aventură...

### Episodul 3
Gerda Millett, o văduvă americană bogată și autoritară, face un turneu în Europa cu Rolls-ul ei galben. Ea tocmai se află în Iugoslavia în timpul invaziei țării de către germani. Davich și prietenii săi patrioți, îi rechiziționează Rolls-ul pentru a putea organiza rezistența în țara lor, dar niciunul dintre ei nu știe să-l conducă. Spre marea lor surpriză, doamna Millett se oferă ca șofer. După ce au scăpat de un atac german și la sfârșitul aventurilor lor, Gerda și Davich se îndrăgostesc. Gerda ar vrea să rămână și să lupte alături de Davich, dar acesta refuză, susținând că nu este cauza ei și îi cere să se întoarcă în Statele Unite și să depună mărturie despre evenimentele la care a fost martoră.

## Distribuție

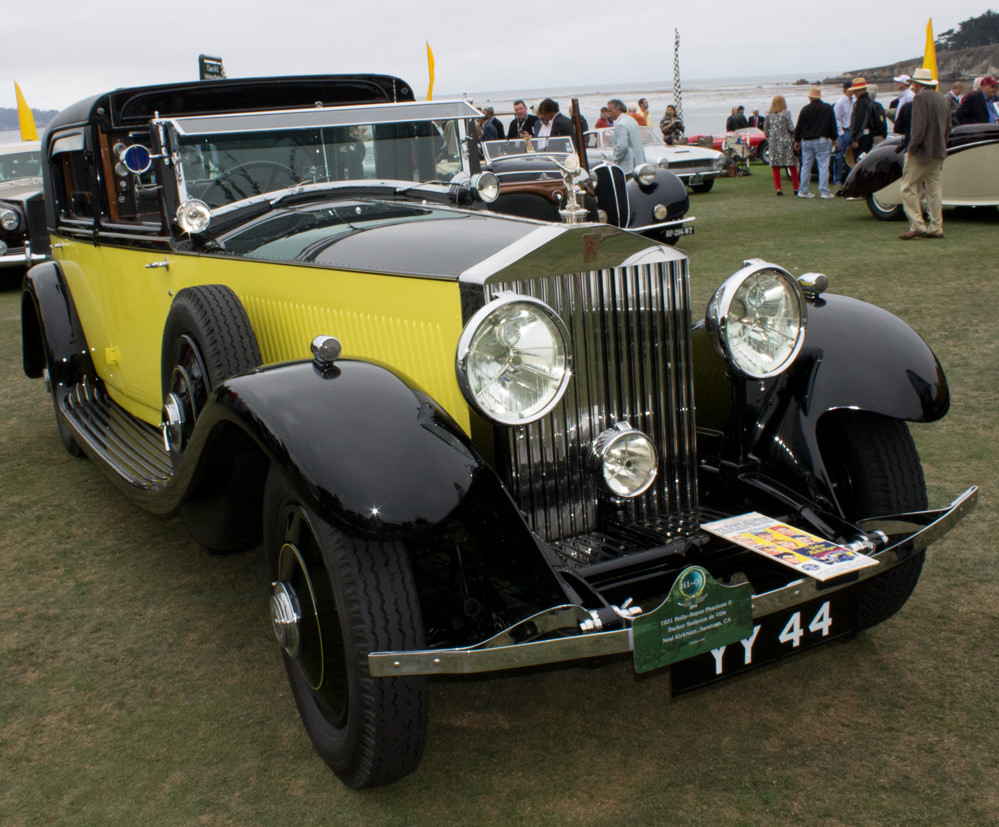
Rolls-Royce-ul, cu caroserie de Barker, anul de fabricație 1931, folosit pentru realizarea acestui film

- Rex Harrison – Charles, marchiz de Frinton
- Jeanne Moreau – Eloise, marchiza de Frinton
- Edmund Purdom – John Fane
- Moira Lister – Angela, Lady St. Simeon
- Grégoire Aslan – ambasadorul Albaniei
- Shirley MacLaine – Mae Jenkins
- George C. Scott – Paolo Maltese
- Alain Delon – Stefano
- Art Carney – Joey Friedlander
- Riccardo Garrone – G. Bomba, proprietarul Salonului Auto din Geneva
- Ingrid Bergman – Gerda Millett
- Omar Sharif – Davich
- Joyce Grenfell – Hortense Astor
- Andreas Malandrinos – directorul hotelului

- Michael Hordern – Harmsworth
- Lance Percival – ajutor de vânzător de automobile la Hoopers
- Roland Culver – Norwood
- Harold Scott – Taylor
- Richard Pearson – Osborn
- Isa Miranda – ducesa de Angoulème
- Wally Cox – Ferguson
- Carlo Croccolo – Michele, șoferul dnei. Millett
- Guy Deghy – maiorul
- Martin Miller – ober chelnerul

## Melodii din film
- The Yellow Rolls-Royce, textul de Melvin Frank, muzica de Riz Ortolani
- Forget Domani, textul de Norman Newell, muzica de Riz Ortolani, interpretată de Katyna Ranieri (în episodul 2). Premiată cu Globul de Aur, melodia a fost popularizată în 1965 datorită înregistrărilor realizate în Statele Unite de Frank Sinatra, Connie Francis și de brazilianul Laurindo Almeidala.[1] și interpretată de Annie Philippe[2].

## Premii și nominalizări

### Premii
- 1966 Globul de Aur 1966: Cea mai bună melodie originală pentru Norman Newell (text) și Riz Ortolani (muzica) pentru melodia Forget Domani.

### Nominalizări
- BAFTA 1965 : 
  - Nominalizare la Cea mai bună imagine într-un film britanic în culori lui Jack Hildyard;
  - Nominalizare la Cele mai bune costume într-un film britanic în culori lui Anthony Mendleson;
- Premiile Globul de Aur 1966 : Nominalizare la Cea mai bună melodie originală lui Riz Ortolani.